# Déjà Fou
Déjà Fou je studiové hudební album od anglické skupiny Strawbs. Titul je parafrází na francouzské déjà vu, což znamená „již viděné“, tak jako byla viděna stejná sestava skupiny před 30 lety na albu Hero and Heroine. Fráze déjà fou je slovní hříčka, která znamená něco jako již „šílené“.

## Seznam stop
1. "Riviera dei Fiori" (Dave Cousins, Dave Lambert) – 1:43
2. "Under a Cloudless Sky" (Cousins) – 5:16
3. "Face Down in the Well" (Cousins) – 5:55
4. "Further Down the Road" (Cousins) – 3:25
5. "On a Night Like This" (Cousins) – 2:27
6. "If" (Cousins) – 5:07
7. "Cold Steel" (Lambert)) – 5:07
8. "Sunday Morning" (Cousins, Lambert) – 3:24
9. "This Barren Land" (Cousins, Lambert) – 4:47
10. "When the Lights Came On" (Lambert) – 4:41
11. "Russian Front" (Cousins, Chas Cronk, John Hawken, Lambert) – 7:00
12. "Here Today, Gone Tomorrow" (Cousins) – 4:14
13. "NRG" (Cousins) – 4:09

## Obsazení
- Dave Cousins – zpěv, kytara, banjo, mandolína
- Dave Lambert – zpěv, kytara
- Chas Cronk – zpěv, baskytara, klávesy
- John Hawken – klávesy
- Rod Coombes – bicí

hosté
- Chris While – zpěv
- Julie Matthews – zpěv
- Adam Wakeman - piano
- Robert Kirby – lesní roh, aranžmá strunných nástrojů
- Michael Humphrey – housle
- Paul Robson – housle
- Jonathan Welch – viola
- Rebecca Gilliver – cello
- Nick Worters – double bass

## Záznam
Nahráno v KD's Studio, Chiswick, Londýn
- Dave Cousins – producent
- Kenny Denton, Chas Cronk – záznamoví technici
- Roger Wake – mastering

## Historie vydání
| Region             | Datum          | Značka    | Formát | Katalog  |
| ------------------ | -------------- | --------- | ------ | -------- |
| Spojené království | 30. srpna 2004 | Witchwood | CD     | WMCD2020 |